# Lou Reed Live
Lou Reed Live je druhé sólové koncertní album amerického rockového kytaristy a zpěváka Lou Reeda, nahrané v prosinci roku 1973 a vydané v březnu roku 1975.

## Seznam skladeb
1. „Vicious“ – 5:55
2. „Satellite of Love“ – 6:03
3. „Walk on the Wild Side“ – 4:51
4. „I'm Waiting for the Man“ – 3:38
5. „Oh, Jim“ – 10:40
6. „Sad Song“ – 7:32

## Obsazení
- Lou Reed – zpěv
- Ray Colcord – klávesy
- Pentti Glan – bicí
- Steve Hunter – kytara
- Prakash John – baskytara
- Dick Wagner – kytara